# El Jueves
El Jueves (Spanisch für „Donnerstag“) ist eine spanische Wochenzeitschrift aus Barcelona, die humoristische und satirische Beiträge vor allem in Form von Comics abdruckt. Die Zeitschrift trägt den Slogan „La revista que sale los miércoles“ („Das Magazin, das mittwochs erscheint“) und führt einen nackten Hofnarr als Maskottchen.

## Geschichte
Die erste Ausgabe von El Jueves erschien am 27. Mai 1977: Damals waren satirische Zeitschriften in Spanien beliebt, obwohl die Pressefreiheit im Land eingeschränkt war. Die Gründer, die Karikaturisten TOM, Romeu, J. L. Martín, waren von französischen Zeitschriften wie Hara-Kiri und Charlie Hebdo inspiriert, die sie für ihren respektlosen Ton bewunderten.

## Aufbau
Eine Ausgabe von El Jueves besteht aus 70 bis 80 Seiten mit wiederkehrenden Comicserien, Karikaturen und humoristischen Textbeiträgen. Ein wiederkehrender Abschnitt der Zeitschrift ist beispielsweise „Teníamos más portadas“ („Wir hatten noch mehr Titelseiten“), eine Sammlung von nicht verwendeten Bildern zu aktuellen Ereignissen.